# Milan Kondr
Milan Kondr (* 19. července 1950 v Praze) je český politik, bývalý senátor za obvod č. 22 – Praha 10, bývalý primátor Prahy a člen ODS.

## Vzdělání, profese a rodina
Po maturitě nastoupil na Matematicko-fyzikální fakultu Univerzity Karlovy a Elektrotechnickou fakultu ČVUT v Praze.
Pracoval jako systémový inženýr a analytik ČKD Polovodiče. V současnosti soukromě podniká, jak na živnostenský list,, tak se podílí na činnosti několika podniků, které se většinou zabývají obchodní činností.

## Politická kariéra
Ve veřejném životě se začal angažovat po roce 1989. Ve známost vešel svým požadavkem na vyřazení KSČ z politického života a konfiskaci jejího majetku. S Václavem Klausem zakládal ODS.
V letech 1991–1993 zastával funkci primátora hlavního města Prahy, z funkce byl odvolán zastupitelstvem. Později se objevila podezření z napojení soukromých firem na vedení města, Kondr byl několikrát vyšetřován, ale nikdy nebyl obviněn.
V roce 1996 se stal členem horní komory českého parlamentu, když již v prvním kole se ziskem 50,84 % hlasů porazil nestraníka kandidujícího za ČSSD Václava Kordače a další kandidáty. V senátu vedl senátní frakci strany a působil v Organizačním a Ústavně-právním výboru.
Po prohraných volbách 1998, ve kterých jej v obou kolech porazila členka KDU-ČSL kandidující za Čtyřkoalici Zuzana Roithová, dostal spolu s bývalými senátory kartičku s titulem „emeritní senátor“, která jej opravňovala k volnému vstupu na jednání senátních výborů. Po kritice v médiích bylo toto zrušeno.